# Hongshiïta
La hongshiïta és un mineral de la classe dels elements natius. Anomenada així per la localitat tipus, el poble de Hongshi.

## Classificació
La hongshiïta es troba classificada en el grup 1.AG.45 segons la classificació de Nickel-Strunz (1 per a Elements; A per a Metalls i aliatges intermetàl·lics i G per a Aliatges metàl·lics PGE; el nombre 45 correspon a la posició del mineral dins del grup). En la classificació de Dana el mineral es troba al grup 1.2.3.1 (1 per a Elements natius i aliatges i 2 per a Metalls del grup del platí i aliatges; 3 i 1 corresponen a la posició del mineral dins del grup).

## Característiques
La hongshiïta és un mineral de fórmula química PtCu. Cristal·litza en el sistema trigonal. La seva duresa a l'escala de Mohs és 4.

## Formació i jaciments
S'ha descrit a l'Àsia, Europa i Amèrica del Nord. En diopsidites actinolititzades amb cert contingut d'apatita.